# 킴 마시
킴 마시(Kym Marsh, 1976년 6월 13일 ~ )는 잉글랜드의 배우, 가수, 싱어송라이터이다. 그녀는 영국의 팝 그룹 히어 세이의 멤버였다.